# Guatteria minutiflora
Guatteria minutiflora este o specie de plante angiosperme din genul Guatteria, familia Annonaceae, descrisă de Scharf și Paulus Johannes Maria Maas. Conform Catalogue of Life specia Guatteria minutiflora nu are subspecii cunoscute.